# Giuseppe Sinesio
Giuseppe Sinesio (Porto Empedocle, 18 maggio 1921 – Palermo, 14 febbraio 2002) è stato un politico italiano.

## Biografia
Sinesio è stato deputato della Democrazia Cristiana durante le legislature III, IV, V, VI, VII, VIII, IX, e X, dal 1958 al 1992. Sindaco di Porto Empedocle dal 1952 al 1969 e dal 1985 al 1989, ne ha consolidato lo sviluppo industriale e commerciale.
È stato Sottosegretario di Stato al Tesoro dal 14 dicembre 1968 al 5 agosto 1969, dal 7 agosto 1969 al 27 marzo 1970, dal 2 aprile 1970 al 6 agosto 1970, dal 7 agosto 1970 al 17 febbraio 1972, dal 23 febbraio 1972 al 26 giugno 1972. Sottosegretario di Stato ai Trasporti dal 28 novembre 1974 al 12 febbraio 1976, dal 13 febbraio 1976 al 29 luglio 1976. Fu sottosegretario all'Industria dal marzo 1978 al marzo 1979.